# 龙泉三圣宫
龙泉三圣宫，也称龙泉寺，位于中国云南省丽江市束河古镇西北九鼎龙潭岸边，是当地一处祭祀观音、龙王、孙膑的宗教场所。

## 历史
三圣宫现址原为九鼎龙王庙，始建年代不详，现存建筑系清光绪年间在龙王庙遗址上改建而成，“三圣”是指寺内供奉的观音、龙王、孙膑。三圣宫是当地村民拜佛、祭龙求雨和祀奉皮匠祖师之场所。

## 现状
龙泉三圣宫为东西向，依势错落。现存水楼、两厢、大殿。水楼平面呈长方形，单檐歇山顶，面阔5间，进深3间，通高10米。水楼上层西面下槛与天井平，三面回廊呈凹字形，设有围栏，下层地楼临水面，亦有游廊，楼两端各有12级垂带踏跺通往地楼。2012年公布为云南省级文物保护单位。